# KuaFu
KuaFu é uma missão espacial chinesa cuja finalidade é estudar o clima espacial. Seu lançamento foi em 9 de outubro de 2022.
O sistema é composto por três satélites denominados KuaFu-A, KuaFu-B1 e KuaFu-B2. O primeiro deles ficará localizado entre o Sol e a Terra, no ponto lagrangeano L1. Os outros dois satélites descreverão uma órbita polar em torno da Terra.